# Kaćuni (Busovača, BiH)
Kaćuni su naseljeno mjesto u općini Busovača, Federacija Bosne i Hercegovine, BiH.
Dobili ime po cvijetu "kaćun" (šafran).[nedostaje izvor]

## Povijest
Do 1981. godine nosilo je naziv Gornje Polje.
Tijekom bošnjačko-hrvatskog suboba u Kaćunima se nalazio logor Silos Armije BiH, namijenjen Hrvatima.

## Stanovništvo

### 1991.
| Kaćuni             |              |
| godina popisa      | 1991.        |
| Muslimani          | 963 (80,72%) |
| Hrvati             | 207 (17,35%) |
| Srbi               | 9 (0,75%)    |
| Jugoslaveni        | 3 (0,25%)    |
| ostali i nepoznato | 11 (0,92%)   |
| ukupno             | 1.193        |

### Popis 2013.
| Kaćuni             |                |
| godina popisa      | 2013.          |
| Bošnjaci           | 1.454 (93,09%) |
| Hrvati             | 103 (6,59%)    |
| Srbi               | 3 (0,19%)      |
| ostali i nepoznato | 2 (0,13%)      |
| ukupno             | 1.562          |

## Šport
Održava se tradicionalni Noćni malonogometni turnir Kaćuni.